# Amblyommini
Amblyommini (лат.) — одна из двух триб иксодовых клещей из подсемейства Amblyomminae.
Типовой род — Amblyomma Koch, 1844.
В мировой фауне четыре подтрибы, из них в Палеарктике представлены три: Haemaphysalini (монотипическая), Anomalohimalaini (монотипическая) и Dermacentorini с двумя родами Dermacentor и Rhipicentor (в Палеоарктике только первый). Подтриба Amblyommini включает два рода: Amblyomma и Aponomma, представлена в некоторых южных провинциях единичными видами.
- Подтриба Haemaphysalini[источник не указан 2925 дней] Banks, 1907
- Подтриба Anomalohimalaini[источник не указан 2925 дней] Filippova, 1994
- Подтриба Dermacentorini[источник не указан 2925 дней] Banks, 1907
- Подтриба Amblyommini[источник не указан 2925 дней] Banks, 1907